# في إس إس فينتوريز
ڤي إس إس (الروسية: Винто́вка Сна́йперская Специа́льная) (بنسخ الروسية: Vintóvka Snáyperskaya Spetsiálnaya)؛ (GRAU: 6P29) وتعني بالعربية: «بندقية قنص خاصة». وتعرف باسم: فينتوريز (الروسية: Винторез)، هي بندقية قنص مكتومة معينة تستخدم خرطوشة SP5 السميكة دون سرعة الصوت بعيار 9 × 39 مم وخرطوشة SP6 خارقة للدروع. تم تطويرها في أواخر الثمانينيات بواسطة شركة (TsNIITochMash) وأنتجت وصنعت بواسطة مصنع تولا أرسنال (Tula Arsenal) في مدينة تولا. يتم إصدارها بشكل أساسي لوحدات القوات الروسية الخاصة للعمليات السرية. وهي قابلة للتفكيك إلى أجزاء من أجل النقل في حقائب مخصصة.

## تفاصيل التصميم

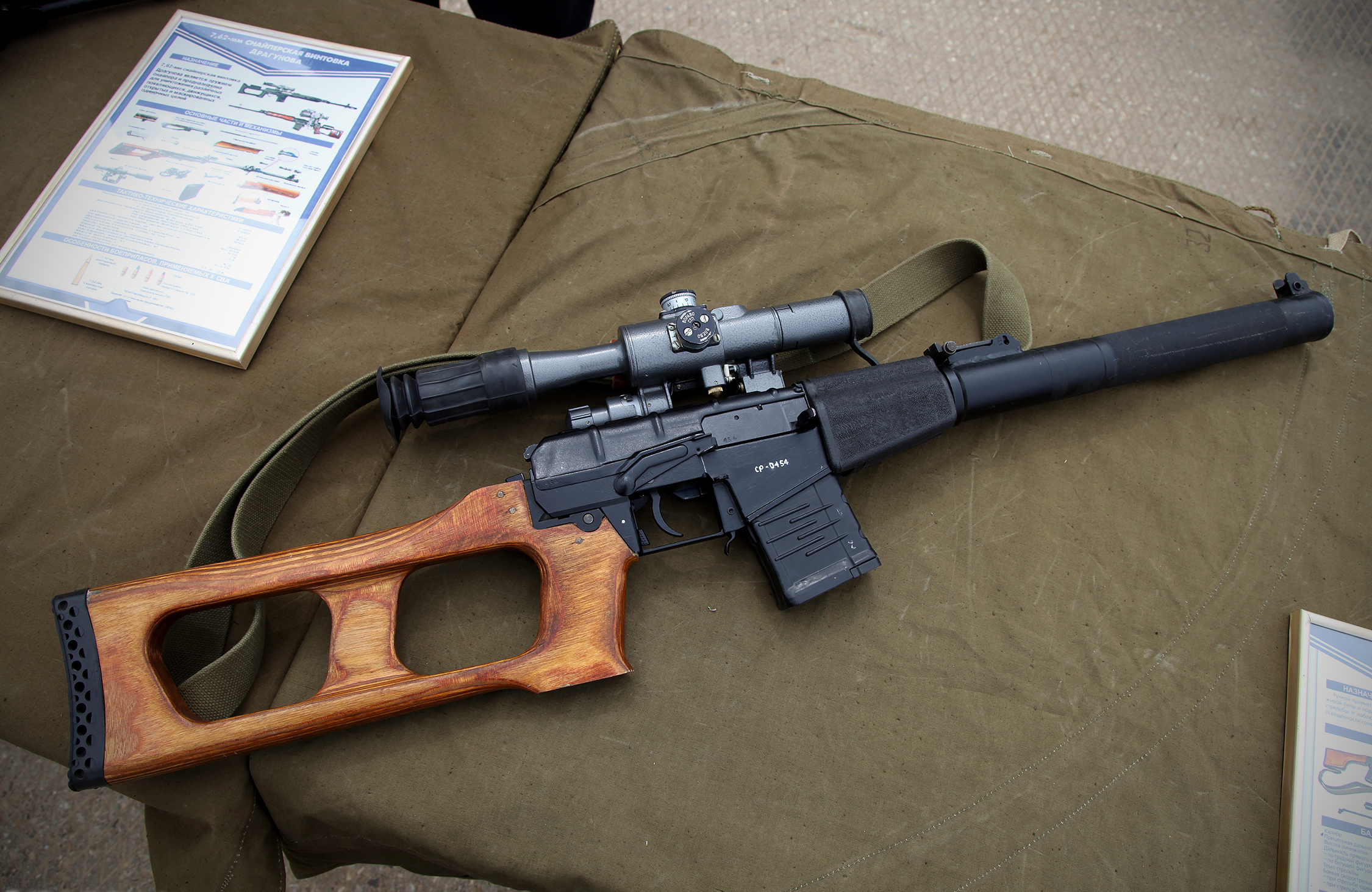
صورة لفينتوريز.

### آلية التشغيل
مبدأ التشغيل الكلي ونظام إخماد الصوت المستخدم في «ڤي إس إس» مشتق من البندقية الهجومية «أيه إس ڤال» (AS Val). وتعمل بندقية «ڤي إس إس» بالغاز. لديها قضيب تشغيل مكبس غاز طويل الشوط في اسطوانة غاز فوق البرميل. يتم قفل السلاح بمسامير دوارة بها 6 عروات قفل والتي تشغل المقابس المناسبة المشكّلة في جهاز الاستقبال. يتميز فينتوريز بمفتاح محدد إطلاق النار من النوع المتقاطع الموجود خلف الزناد، داخل واقي الزناد؛ يشبه ذراع الأمان ومقبض الشحن تلك المستخدمة في أسلحة الكلاشينكوف.

### المميزات

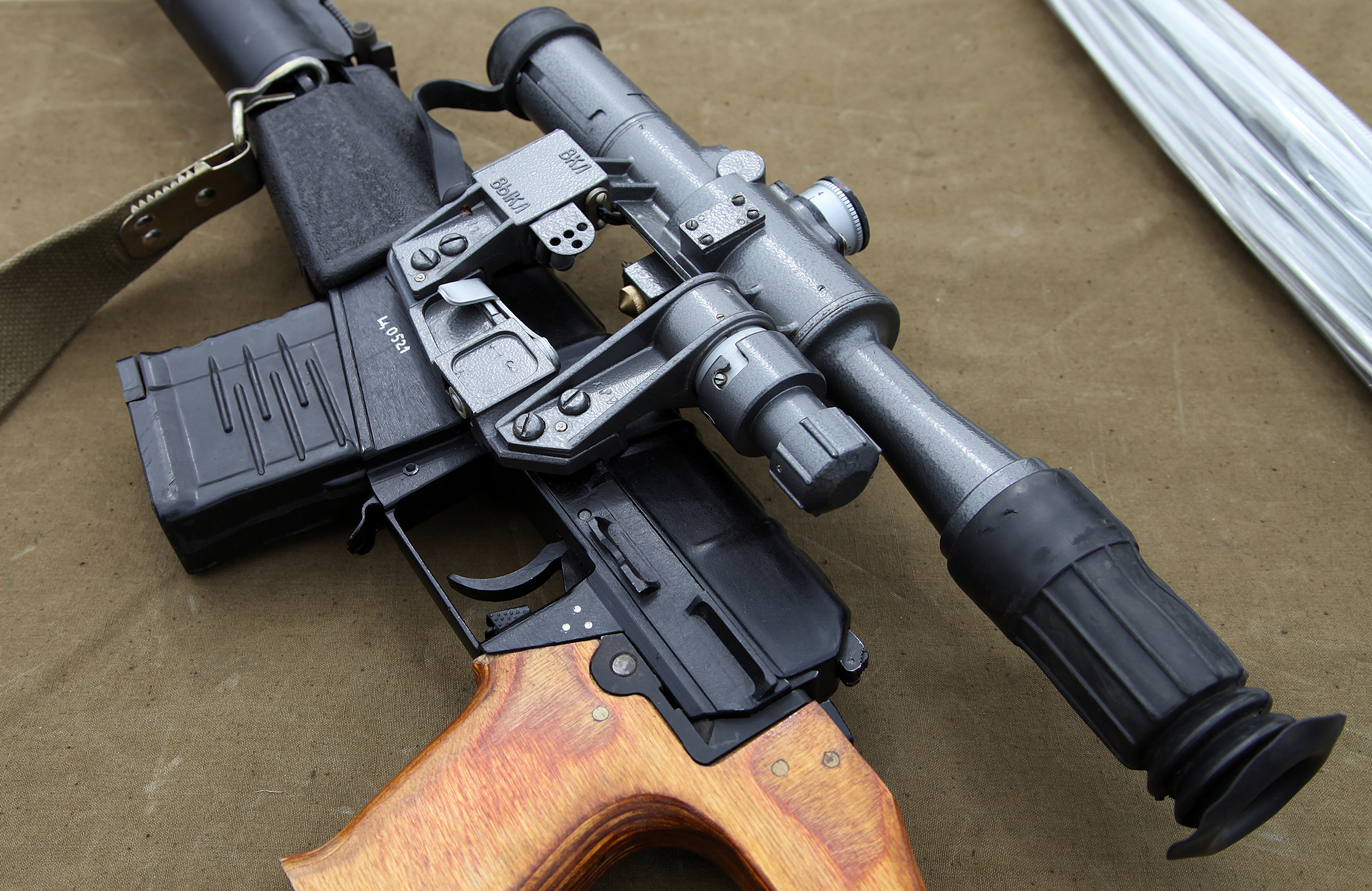
صورة مقربة للمنظار.

يحتوي السلاح على كاتم متكامل يلتف حول الفوهة. تحتوي نفس الفوهة على سلسلة من المنافذ الصغيرة التي تم حفرها في أخاديد البندقية، مما يؤدي إلى الكاتم الذي يبطئ ويبرد غازات العادم. يمكن إزالة الكاتم بسهولة للتخزين أو الصيانة، ولكن لا ينبغي استخدام فينتوريز بدون الكاتم. يبلغ طول الكاتم المتكامل للسلاح 284.36 ملم وقطره 35.86 ملم.
الهيكل الخشبي هو نسخة مشابهة من التي على بندقية SVD؛ تحتوي على وسادة كتف مطاطية ويمكن إزالتها عند تفكيك البندقية للتخزين المضغوط. واقي اليد الأمامي مصنوع من بوليمر عالي التأثير. عادة ما يتم إطلاق البندقية بشكل شبه تلقائي. إذا دعت الحاجة التشغيلية، يمكن استخدام السلاح في الوضع التلقائي بالكامل باستخدام مخزنه الأصلي المكون من 10 خراطيش أو المخازن ذات الـ20 خرطوش من بندقية «أيه إس ڤال» (AS Val).
تستخدم خرطوشة «9 × 39 مم» دون سرعة الصوت لتجنب دوي اختراق الصوت. وبالمقارنة، فإن رصاصة هذه الخرطوشة تزن أكثر من ضعف وزن خرطوشة الناتو 124 غرام 9 × 19 ملم بارابيلوم، مع 9x39 ملم تعطي ضعف طاقة كمامة (Muzzle energy) رصاصة الناتو دون سرعة 9 × 19 ملم التي تم إطلاقها من إم بي 5.

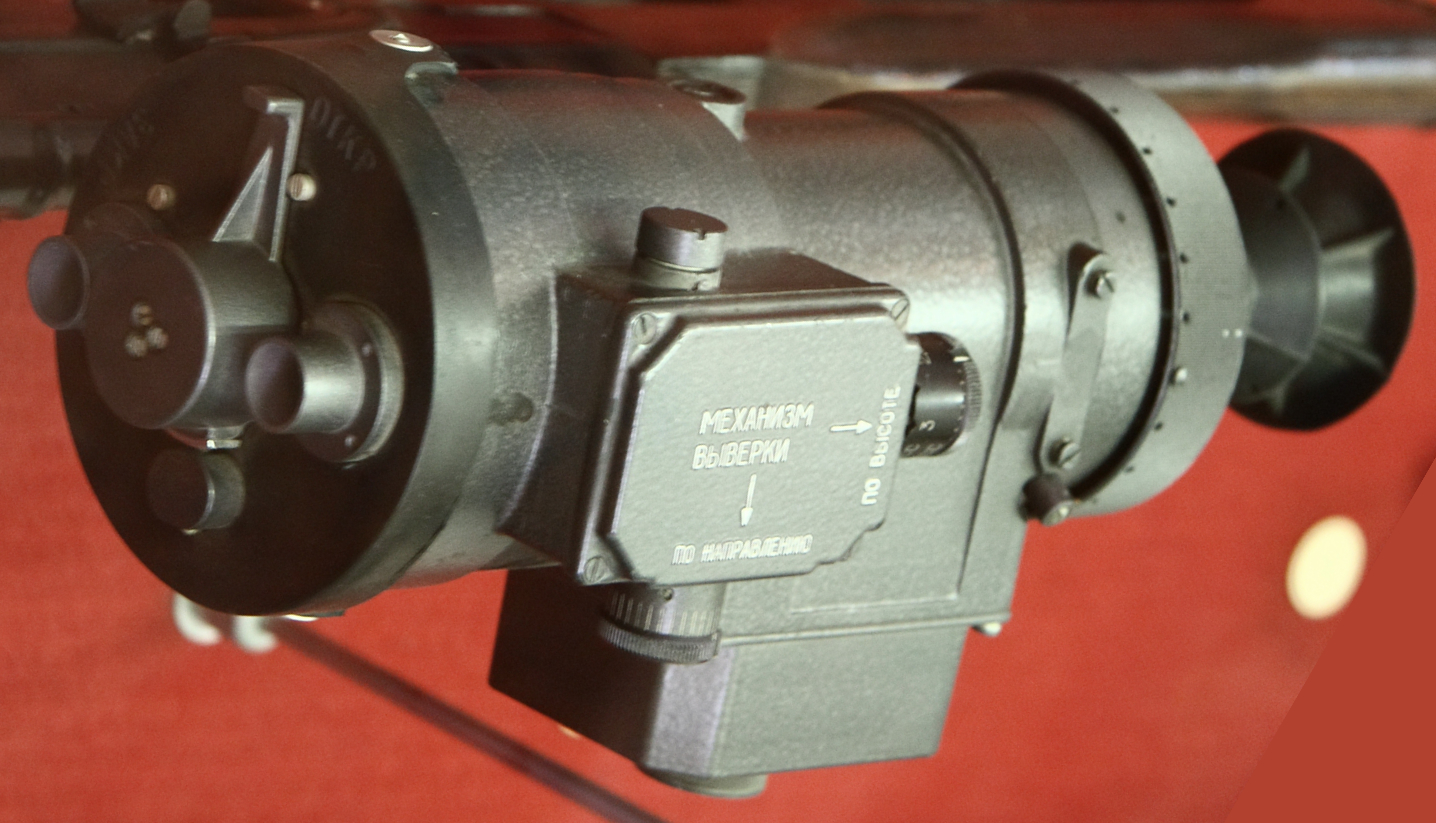
1PN51 منظار الرؤية الليلية.

بالإضافة إلى ذلك، الرصاصة فعالة جدًا في اختراق الدروع الواقية للبدن. وهي مجهزة بطرف من الصلب المقوى أو التنجستن ويمكن أن تخترق صفيحة فولاذية عالية الكثافة 6 مم (0.2 بوصة) على ارتفاع 100 متر؛ ويمكنها اختراق صفيحة فولاذية 2 مم (0.08 بوصة) أو خوذة جيش قياسية بالكامل على ارتفاع 500 متر؛ ومع ذلك، يتم استخدام البندقية عادة تحت 400 م.

### المناظير
يتم توفير مدخل جانبي، مثبت على الجزء الأمامي من السلاح، وتستخدم لتركيب التلسكوب "1P43) PSO-1-1)". يمكن أيضًا استخدام السلاح للاستخدام الليلي مع "1PN75) 3.46x NSPUM-3)"، والذي هو إصدار خاص من 1PN51) NSPU-3)، منظار ليلي باستخدام حامل مناسب. تتكون المهاديف الحديدة الاحتياطية من شق خلفي على شفرة منزلقة وماسة أمامية. نطاق الرؤية الخلفية يصل إلى 400 متر. وقد تمت إتاحة إدخال مناظير أكثر، سواء للاستخدام العادي أو الليلي بناءً على طلب عملاء الاستخبارات السوفيتية ومديرية المخابرات الرئيسية.

### الملحقات
يمكن تفكيك البندقية إلى ثلاثة مكونات رئيسية للحمل والإخفاء، وإدخالها في حقيبة خاصة بقياس 450 × 370 × 140 ملم (17.7 × 14.5 × 5.5 بوصة). تحتوي الحقيبة أيضًا على مساحة لمنظارPSO-1-1 والمنظار الليلي NSPU-3 ومخزنين.
تشكل ڤي إس إس جزءًا من نظام القناصة الصامت VSK. مع هذا النظام، يمكن إقران البندقية بالمنظار التلسكوبي الموازي PKS-07 أو المنظار الليلي PKN-03. عندما تشكل البندقية جزءًا من نظام VSK، يمكن توسيع نطاق الذخيرة ليشمل خراطيش SP-6 و PAB-9.

## نسخ مطورة

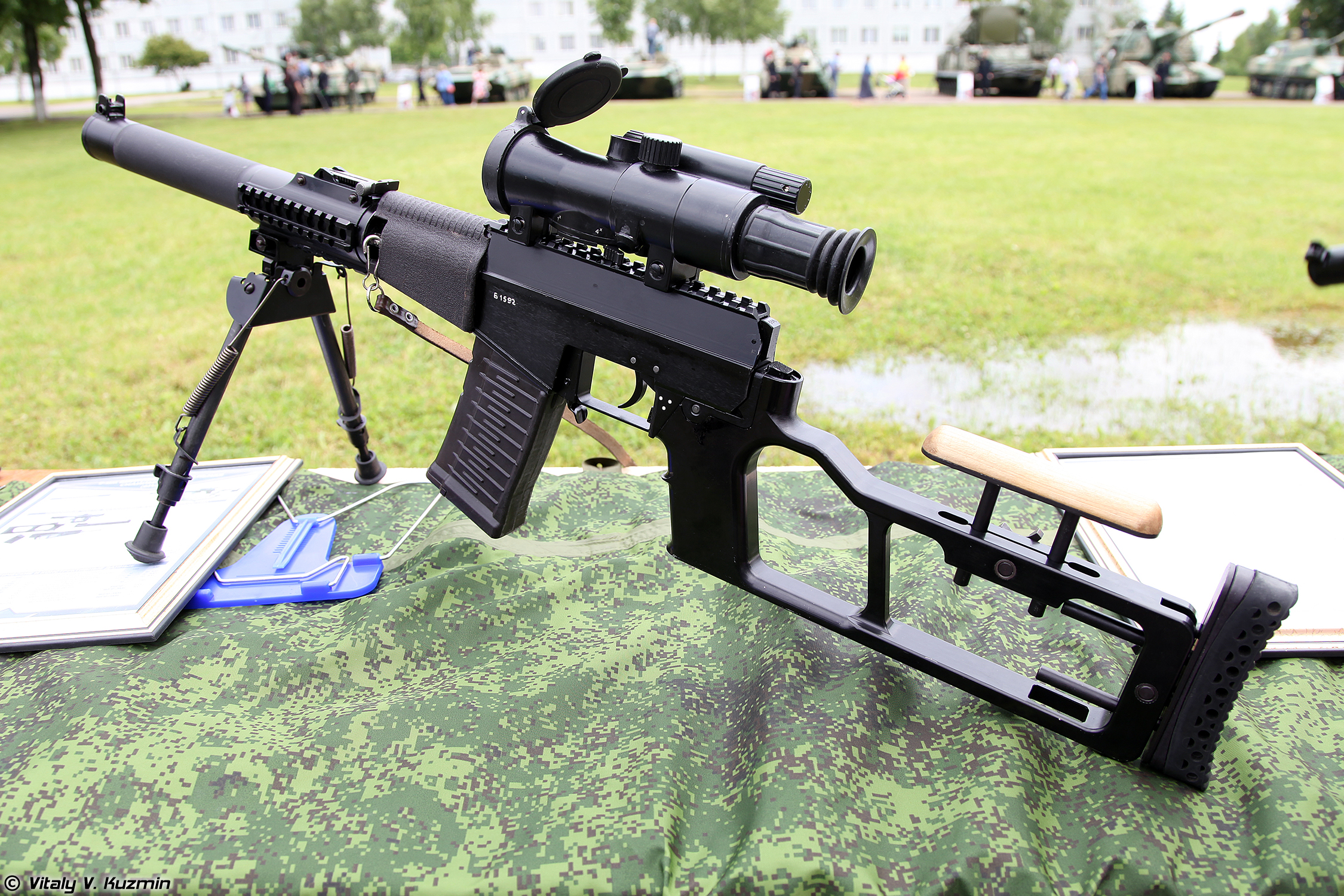
"ڤي إس إس إم" فينتوريز.

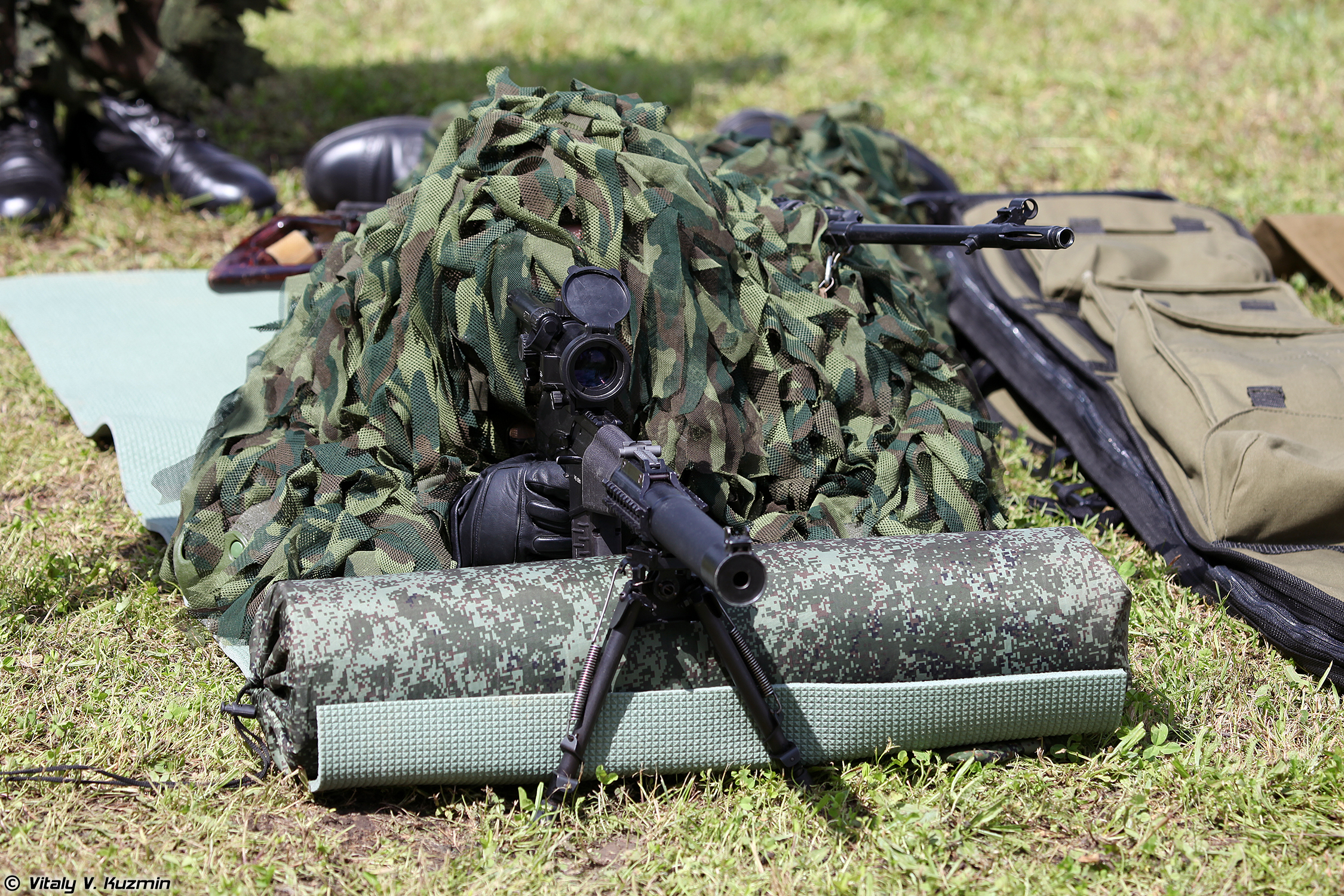
قناص من القوات المسلحة الروسية مع بندقية قنص «ڤي إس إس إم» فينتوريز (6P29M).

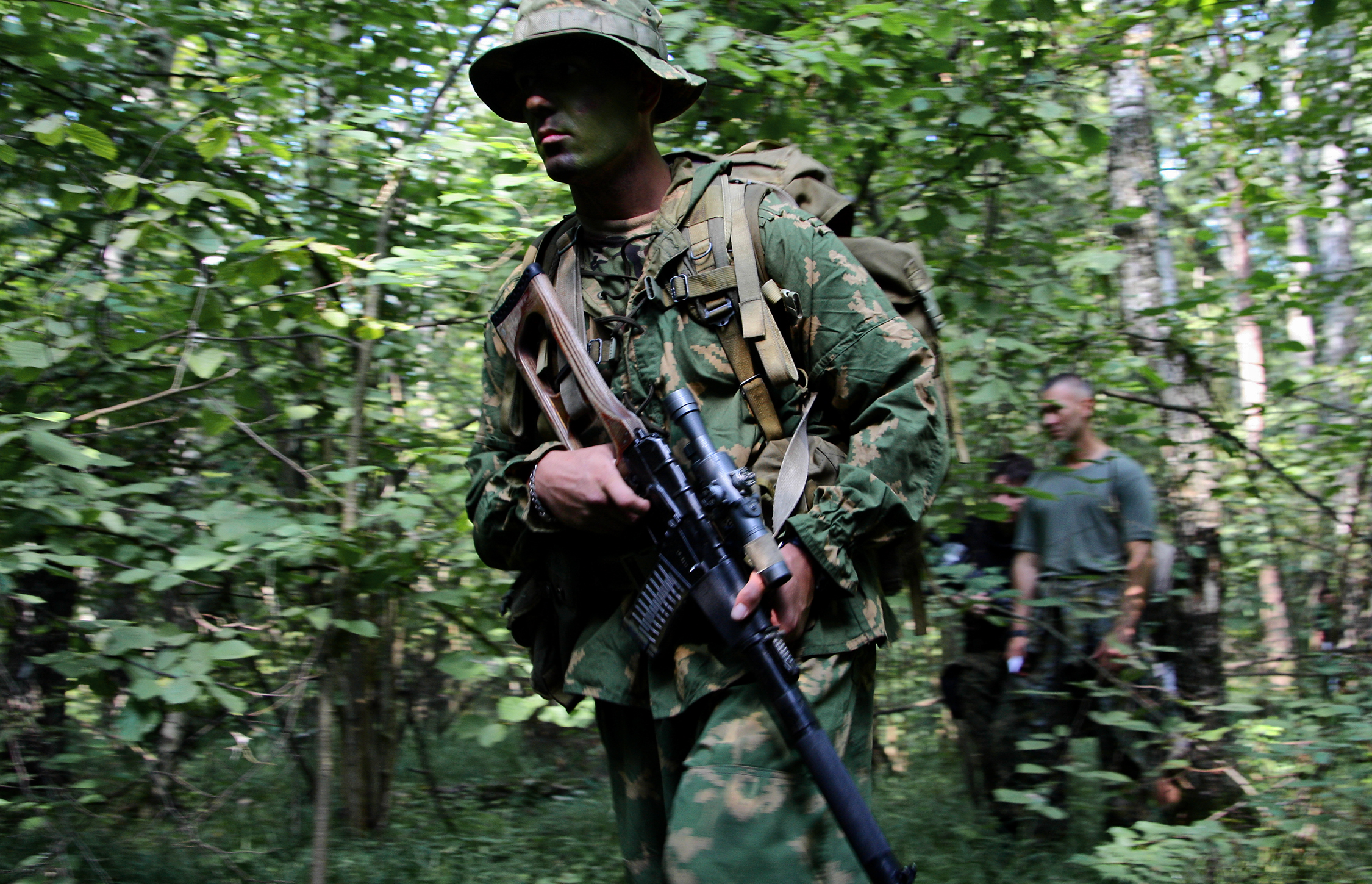
مقاتل اللواء 45 للحرس المستقل من القوات الخاصة التابعة لقوات الإنزال الجوي الروسية يحمل بندقية فينتوريز.

ڤي إس إس إم (بالإنجليزية: VSSM) (الروسية: ВССМ) هي أحدث نسخة من بندقية ڤي إس إس وتتميز بأخمص مصنوع من الألومنيوم مع مقبض قابل للتعديل. بالإضافة إلى ذلك، فهي مزودة بشفرات أعلى غطاء الأسطوانة والجوانب وأسفل الكاتم. طرحت للبيع في عام 2018.

## الاستخدام التاريخي

### شغب السجناء في سوخومي
تم استخدام بنادق ڤي إس إس لأول مرة في أغسطس 1990، أثناء قمع أعمال الشغب في سجن سوخومي، تم استخدام هذه البنادق من قبل الاستخبارات السوفيتية عبر وحدة ألفا الخاصة وشركة التدريب ذات الأغراض الخاصة التابعة للشؤون الداخلية بوزارة الداخلية أثناء الهجوم.

### أحداث سبتمبر - أكتوبر 1993 في موسكو
خلال أحداث موسكو في خريف عام 1993، تم استخدام ڤي إس إس من قبل القوات الروسية الخاصة التابعة لقوات وزارة الداخلية في اقتحام مركز تلفزيون أوستانكينو.

### حرب الشيشان الأولى
يعود أول استخدام قتالي لبنادق ڤي إس إس إلى الحرب الشيشانية الأولى، عندما بدأت وحدات القوات الخاصة من مختلف إدارات الطاقة في التسلح بهذه البنادق.
سرعان ما قدر الإرهابيون الشيشان جودة الأسلحة الروسية الجديدة، الذين واجهوا ڤي إس إس وتعرضوا لخسائر، وقد انزعج الشيشان بشدة من بنادق القنص الصامتة للروس.

### حرب الشيشان الثانية

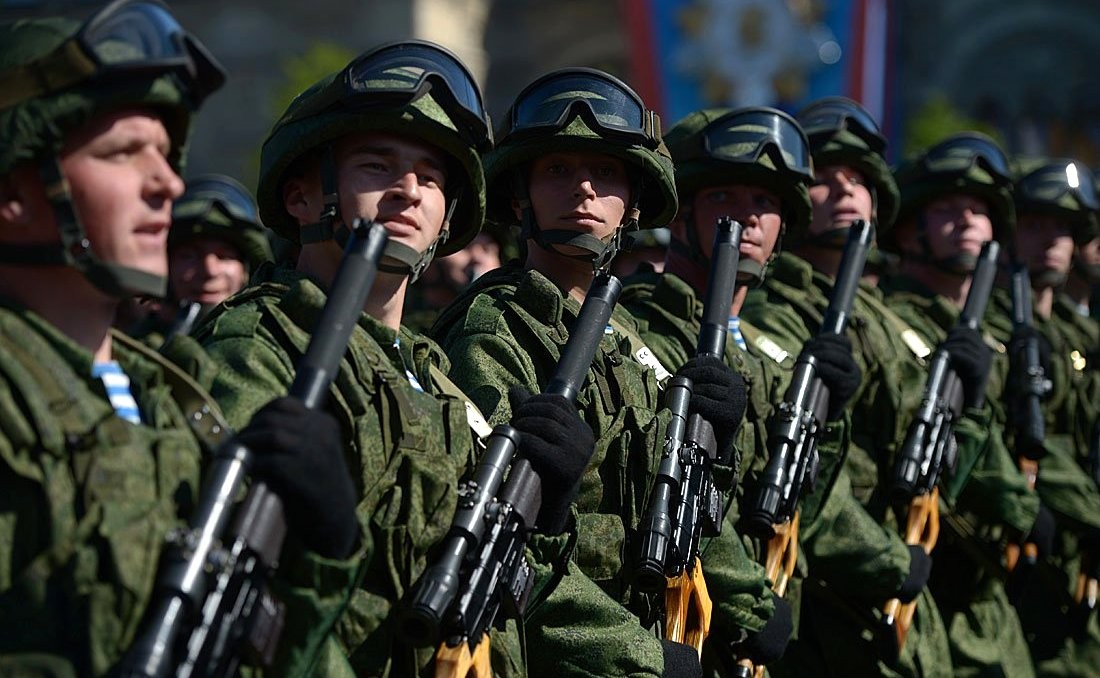
جنود قوات الإنزال الجوي الروسية يحملون بندقيات فينتوريز خلال موكب يوم النصر في موسكو عام 2014.

خلال الحرب الشيشانية الثانية، اتخذ قناص من إحدى القوات الخاصة الروسية كميناً في شجرة كثيفة. بعد العثور على مجموعة من المسلحين، انتظر حتى خرجوا جميعًا إلى العراء، وبعدها أطلق النار عليهم على مدى فعال من النيران، دمر المجموعة بأكملها قبل أن يكتشفوا مصدر إطلاق النار.

### النزاع المسلح في شرق أوكرانيا
في حالة واحدة على الأقل، تم توثيق وجود بندقيات ڤي إس إس مع معارضي السلطات الأوكرانية في النزاع.

## المستخدمون
- الأردن: تستخدم من قبل قوات العمليات الخاصة.[15]
- أرمينيا: استلمت أرمينيا كمية صغيرة من الأسلحة من روسيا من بين أسلحة أخرى قبل عام 2014.[16]
- أوكرانيا: تستخدم من قبل خدمة أمن أوكرانيا عبر وحدة ألفا الخاصة.[17]
- بيلاروس: كان في الخدمة مع القوات الخاصة للقوات المسلحة لجمهورية بيلاروسيا، ثم تم استبدالها بأنواع أخرى من الأسلحة الصغيرة، وما زالت بعض القوات الخاصة تستخدمها حتى الآن.
- جورجيا: تستخدم من قبل الجيش وقوات الشرطة الخاصة.
- روسيا: تستخدم من قبل القوات الخاصة في القوات المسلحة، وقوات الإنزال الجوي، وقوات الحرس الوطني، ومديرية المخابرات الرئيسية، ووزارة الشؤون الداخلية، وقوات العمليات الخاصة، وجهاز الأمن الفيدرالي الروسي، وخدمة الحماية الفيدرالية.[18]
- سوريا: تستخدم من قبل الجيش السوري.[19]
- الاتحاد السوفيتي: في عام 1987، تم اعتماد البندقية من قبل القوات الخاصة في الاستخبارات السوفيتية، والقوات الخاصة من مديرية المخابرات الرئيسية، ووحدات الاستطلاع التابعة للجيش السوفيتي والقوات الخاصة للقوات الداخلية التابعة لوزارة الشؤون الداخلية.
- جمهورية الشيشان إشكيريا.[20]
- كازاخستان.[21]
- الهند: تستخدم من قبل قوة الكوماندوز البحرية (ماركوس) التابعة للبحرية الهندية.[22]

## وصلات خارجية
- مجموعة صور لبندقية فينتوريز على موقع: vitalykuzmin.net.
- فيديو لإطلاق النار باستخدام بندقية فينتوريز على موقع: يوتيوب.
- بندقية قنص للأغراض الخاصة ڤي إس إس «فينتوريز» نسخة محفوظة 17 نوفمبر 2016 على موقع واي باك مشين.، على موقع: enemyforces.net.